# Parathesis bracteolata
Parathesis bracteolata är en viveväxtart som beskrevs av C.L. Lundell. Parathesis bracteolata ingår i släktet Parathesis och familjen viveväxter. Inga underarter finns listade i Catalogue of Life.